# Durio kinabaluensis
Durio kinabaluensis Kosterm. & Soegeng è un albero della famiglia delle Malvacee, endemico del Borneo.